# Liste der Tatort-Ermittler
Dieser Artikel gibt einen tabellarischen Überblick über die aktuellen und ehemaligen Ermittler der deutsch-österreichisch-schweizerischen Fernsehkrimi-Filmreihe Tatort. Dabei sind die Figuren und ihre Darsteller nach Ermittlerteam und der Region, in der es hauptsächlich ermittelt, gruppiert.
Während es in den ersten Jahrzehnten der seit 1970 bestehenden Krimireihe hauptsächlich Einzelermittler gab, ermitteln in den Filmen etwa seit den 1990er Jahren verstärkt Ermittlerteams. Das Team mit den meisten Filmen ist das seit 1991 aktive Münchner Duo Batic und Leitmayr mit derzeit 97 Filmen, der Ermittler mit den meisten Filmen ist Max Ballauf mit 101 Filmen (acht aus Düsseldorf und 93 aus Köln in verschiedenen Teams – Stand 9. März 2025) und dienstälteste aktive Ermittlerin ist Lena Odenthal, aktiv seit 1989 (Stand Januar 2025).

## Legende
- Zeitraum: Zeitraum der Erstveröffentlichungen der Filme mit dem Ermittlerteam.
- Rollen: Namen der Hauptfiguren in selber Reihenfolge wie deren Darstellernamen und verlinkt auf den Hauptartikel zum Ermittlerteam. Einschränkungen der Mitwirkung in Klammern beziehen sich nur auf die vorgenannte Figur.
- Darsteller: Namen der Darsteller der Hauptfiguren in selber Reihenfolge wie deren Rollennamen. Einschränkungen der Mitwirkung in Klammern beziehen sich auf den vorgenannten Darsteller, die Jahreszahlen beziehen sich auf den Erstveröffentlichungszeitraum der entsprechenden Filme.
- Region: Stadt oder Region, in der sich die Dienststelle des Teams befindet.
- Filme: Anzahl der Tatort-Filme mit dem Team, die innerhalb der Gemeinschaftsproduktion aus deutschen, österreichischen und schweizerischen Rundfunkanstalten entstanden sind und bislang außerhalb von Filmfestivals erstveröffentlicht wurden. Filme, die exklusiv für den ORF entstanden, werden hier nicht mitgezählt, sondern in der Spalte Besonderheiten genannt.
- Sender: Rundfunkanstalt, in deren Auftrag die Filme des Teams produziert wurden.

Dienstgrade, Filmtitel, Beschreibungen und andere Details der Ermittler können den Team- beziehungsweise Figurenartikeln und Filmartikeln entnommen werden.

## Liste
| Zeitraum  | Rollen | Darsteller | Bild der Darsteller | Region                                                | Filme | Sender                          | Besonderheiten |
| --------- | --- | --- | --- | ----------------------------------------------------- | ----- | ------------------------------- | --- |
| seit 1989 | Lena Odenthal, Mario Kopper (Filme 10–66), Johanna Stern (ab Film 60) | Ulrike Folkerts, Andreas Hoppe (1996–2018), Lisa Bitter (ab 2014) | Ulrike Folkerts, Andreas Hoppe | Ludwigshafen                                          | 81    | SWR (seit 1998), SWF (bis 1998) | |
| 1991–2025 | Ivo Batic, Franz Leitmayr | Miroslav Nemec, Udo Wachtveitl | Miroslav Nemec und Udo Wachtveitl | München                                               | 98    | BR, WDR                         | |
| seit 1997 | Max Ballauf, Freddy Schenk | Klaus J. Behrendt, Dietmar Bär | Klaus J. Behrendt und Dietmar Bär | Köln                                                  | 93    | WDR, MDR                        | Die Figur Ballauf gehörte vorher schon zum Düsseldorfer Team (acht Filme). |
| 1999–2026 | Moritz Eisner, Bibi Fellner (ab Film 24) | Harald Krassnitzer, Adele Neuhauser (ab 2011) | Harald Krassnitzer und Adele Neuhauser | Wien                                                  | 60    | ORF                             | |
| seit 2002 | Frank Thiel, Prof. Karl-Friedrich Boerne | Axel Prahl, Jan Josef Liefers | Axel Prahl trägt eine graue Strickjacke mit Reißverschluss und darunter ein graues T-Shirt. Darüber trägt er eine dunkelblaue Jacke. Im Hintergrund sind verschwommene Elemente zu erkennen, darunter ein rundes Objekt und ein silberner, spiralförmiger Gegenstand, der möglicherweise Teil einer Armatur ist. Er hat kurzes, helles Haar und blauen Augen. Er lächelt freundlich in die Kamera. Eine Hand ruht auf der Schulter der Person, was auf den Ausschnitt eines Gruppenbildes deuten könnte. Das Foto entstand bei den WDR-Dreharbeiten zu Tatort Münster „Lakritz“-6979. · Jan Josef Liefers lächelt freundlich in die Kamera und trägt einen weißen Laborkittel, und eine gemusterte Krawatte. Er hat hellbraunes Haar und hält mit einer Hand den Laborkittel fest. Im Hintergrund ist eine Laborumgebung zu erkennen, mit gefliesten Wänden und einigen Geräten, die schemenhaft sichtbar sind. Das Foto entstand bei den WDR-Dreharbeiten zu Tatort Münster „Lakritz“ in der Rolle des Prof. Dr. Dr. Karl-Friedrich Boerne 2019. | Münster                                               | 47    | WDR                             | |
| seit 2002 | Charlotte Lindholm, Anaïs Schmitz (Filme 26–28, 30, 31) | Maria Furtwängler, Florence Kasumba (2019–2024) | Maria Furtwängler und Florence Kasumba | Hannover (außer Filme 26–31), Göttingen (Filme 26–31) | 31    | NDR                             | |
| seit 2003 | Klaus Borowski, Frieda Jung (bis Film 14), Sarah Brandt (Filme 17–30), Mila Sahin (ab Film 32), Elli Krieger (ab Film 45)                                                       | Axel Milberg (bis 2025), Maren Eggert (bis 2010), Sibel Kekilli (2011–2017), Almila Bagriacik (ab 2018), Karoline Schuch (ab 2026)                                         | Axel Milberg · Almila Bagriacik | Kiel                                                  | 44    | NDR                             | Die Figur Borowski ging aus der Krimireihe Stahlnetz hervor, sie schied 2025 aus der Tatort-Reihe aus und wird ab 2026 durch die Figur der Psychologin Elli Krieger ersetzt.               |
| seit 2008 | Thorsten Lannert, Sebastian Bootz | Richy Müller, Felix Klare | Richy Müller · Felix Klare | Stuttgart                                             | 34    | SWR                             | |
| seit 2010 | Felix Murot | Ulrich Tukur | Ulrich Tukur | Wiesbaden                                             | 13    | HR                              | |
| seit 2012 | Peter Faber, Martina Bönisch (bis Film 21), Nora Dalay (bis Film 16), Daniel Kossik (bis Film 10), Jan Pawlak (Filme 11–24), Rosa Herzog (ab Film 18), Ira Klasnić (ab Film 24) | Jörg Hartmann, Anna Schudt (bis 2022), Aylin Tezel (bis 2020), Stefan Konarske (bis 2017), Rick Okon (2018–2024), Stefanie Reinsperger (ab 2021), Alessija Lause (ab 2024) | Jörg Hartmann, Aylin Tezel, Anna Schudt, Stefan Konarske | Dortmund                                              | 28    | WDR, BR                         | Die Figuren Faber und Bönisch gehören überdies zum Ermittlerteam im Tatort-Film Das Team.                                                                                                  |
| seit 2013 | Thorsten Falke, Katharina Lorenz (bis Film 6), Julia Grosz (Filme 7–19) | Wotan Wilke Möhring, Petra Schmidt-Schaller (bis 2015), Franziska Weisz (2016–2024)                                                                                        | Wotan Wilke Möhring · Franziska Weisz | Hamburg                                               | 21    | NDR                             | |
| seit 2015 | Robert Karow, Nina Rubin (bis Film 15), Susanne Bonard (ab Film 17) | Mark Waschke, Meret Becker (bis 2022), Corinna Harfouch (ab 2023) | Mark Waschke · Meret Becker · Corinna Harfouch | Berlin                                                | 20    | RBB                             | |
| seit 2015 | Felix Voss, Paula Ringelhahn (bis Film 10) | Fabian Hinrichs, Dagmar Manzel (bis 2024) | Fabian Hinrichs · Dagmar Manzel | Nürnberg                                              | 10    | BR                              | |
| seit 2016 | Karin Gorniak (bis Film 18), Henni Sieland (bis Film 6), Leonie Winkler (ab Film 7), Peter Michael Schnabel                                                                     | Karin Hanczewski (bis 2025), Alwara Höfels (bis 2018), Cornelia Gröschel (ab 2019), Martin Brambach                                                                        | Karin Hanczweski · Cornelia Gröschel | Dresden                                               | 18    | MDR                             | |
| seit 2017 | Franziska Tobler, Friedemann Berg (außer Film 3), Luka Weber (Film 3) | Eva Löbau, Hans-Jochen Wagner, Carlo Ljubek (2018) | Eva Löbau · Hans-Jochen Wagner | Freiburg                                              | 14    | SWR                             | |
| seit 2020 | Adam Schürk, Leo Hölzer, Esther Baumann, Pia Heinrich | Daniel Sträßer, Vladimir Burlakov, Brigitte Urhausen, Ines Marie Westernströer                                                                                             | Daniel Sträßer · Vladimir Burlakov | Saarbrücken                                           | 6     | SR                              | |
| seit 2020 | Isabelle Grandjean, Tessa Ott | Anna Pieri Zuercher, Carol Schuler | Carol Schuler | Zürich                                                | 9     | SRF                             | |
| seit 2021 | Liv Moormann, Linda Selb, Mads Andersen (Filme 1, 2, 4) | Jasna Fritzi Bauer, Luise Wolfram, Dar Salim (2021, 2023) | Jasna Fritzi Bauer · Luise Wolfram | Bremen                                                | 7     | Radio Bremen                    | Die Figur Linda Selb gehörte auch schon zum vorherigen Bremer Ermittlerteam. |
| ab 2025   | | Melika Foroutan, Edin Hasanović | Melika Foroutan · Edin Hasanović | Frankfurt am Main                                     | 0     | HR                              | |
| 2015–2024 | Anna Janneke, Paul Brix | Margarita Broich, Wolfram Koch | Margarita Broich | Frankfurt am Main                                     | 19    | HR                              | |
| 2016–2023 | Ellen Berlinger, Martin Rascher (Filme 2–4) | Heike Makatsch, Sebastian Blomberg (2018–2022) | Heike Makatsch · Sebastian Blomberg | Mainz (ab Film 2), Freiburg (Film 1)                  | 5     | SWR                             | |
| 2013–2021 | Lessing, Kira Dorn | Christian Ulmen, Nora Tschirner | Christian Ulmen · Nora Tschirner | Weimar                                                | 11    | MDR                             | |
| 2013–2020 | Nick Tschiller, Yalcin Gümer | Til Schweiger, Fahri Yardım | Til Schweiger · Fahri Yardım | Hamburg                                               | 6     | NDR                             | |
| 2020      | Peter Faber, Martina Bönisch, Nadeshda Krusenstern, Marcus Rettenbach, Franz Mitschowski, Sascha Ziesing, Nadine Möller                                                         | Jörg Hartmann, Anna Schudt, Friederike Kempter, Ben Becker, Nicholas Ofczarek, Friedrich Mücke, Elena Uhlig                                                                | Jörg Hartmann, Anna Schudt | Nordrhein-Westfalen                                   | 1     | WDR                             | Dieses Ermittlerteam gehört zu den Protagonisten des improvisierten Tatort-Films Das Team. Es besteht aus bereits zuvor im Tatort aufgetretenen Ermittlern wie auch aus neuen Kommissaren. |
| 2013–2019 | Jens Stellbrink, Lisa Marx | Devid Striesow, Elisabeth Brück | Devid Striesow | Saarbrücken                                           | 8     | SR                              | |
| 2011–2019 | Reto Flückiger, Liz Ritschard (ab Film 2) | Stefan Gubser, Delia Mayer (ab 2012) | | Luzern                                                | 17    | SRF                             | Die Figur Flückiger gehörte vorher schon zum Konstanzer Ermittlerteam. |
| 1997–2019 | Inga Lürsen, Nils Stedefreund (ab Film 6) | Sabine Postel, Oliver Mommsen (ab 2001) | Sabine Postel · Oliver Mommsen | Bremen                                                | 39    | Radio Bremen, WDR               | |
| 2002–2016 | Klara Blum, Kai Perlmann (ab Film 5) | Eva Mattes, Sebastian Bezzel (ab 2004) | Eva Mattes · Sebastian Bezzel | Konstanz                                              | 31    | SWR, SF, SRF                    | |
| 2011–2015 | Frank Steier, Conny Mey (bis Film 5) | Joachim Król, Nina Kunzendorf (bis 2013) | Joachim Król · Nina Kunzendorf | Frankfurt am Main                                     | 7     | HR                              | |
| 2008–2015 | Eva Saalfeld, Andreas Keppler | Simone Thomalla, Martin Wuttke | Martin Wuttke, Simone Thomalla | Leipzig                                               | 21    | MDR, WDR                        | |
| 2013–2014 | Henry Funck, Maik Schaffert, Johanna Grewel | Friedrich Mücke, Benjamin Kramme, Alina Levshin | Friedrich Mücke · Alina Levshin | Erfurt                                                | 2     | MDR                             | |
| 1999–2014 | Till Ritter (bis Film 36), Robert Hellmann (bis Film 6), Felix Stark (ab Film 7)                                                                                                | Dominic Raacke, Stefan Jürgens (bis 2000), Boris Aljinovic (ab 2001) | Dominic Raacke · Boris Aljinovic | Berlin                                                | 37    | SFB (bis 2003), RBB (ab 2003)   | |
| 2008–2012 | Cenk Batu | Mehmet Kurtuluş | Mehmet Kurtuluş | Hamburg                                               | 6     | NDR                             | |
| 2006–2012 | Franz Kappl, Stefan Deininger | Maximilian Brückner, Gregor Weber | Maximilian Brückner · Gregor Weber | Saarbrücken                                           | 7     | SR                              | Die Figur Deininger gehörte zuvor schon zum Team von Max Palu. |
| 2002–2010 | Fritz Dellwo, Charlotte Sänger | Jörg Schüttauf, Andrea Sawatzki | Jörg Schüttauf · Andrea Sawatzki | Frankfurt am Main                                     | 18    | HR                              | |
| 2001–2008 | Jan Casstorff, Eduard Holicek | Robert Atzorn, Tilo Prückner | Robert Atzorn · Tilo Prückner | Hamburg                                               | 15    | NDR                             | |
| 1992–2007 | Bruno Ehrlicher, M. Kain | Peter Sodann, Bernd Michael Lade | Peter Sodann | Dresden (bis Fall 21), Leipzig (ab Fall 22)           | 45    | MDR, DFF (1992), WDR            | |
| 1992–2007 | Ernst Bienzle, Günter Gächter | Dietz-Werner Steck, Rüdiger Wandel | | Stuttgart                                             | 25    | SWR (ab 1998) SDR (bis 1998)    | |
| 1988–2005 | Max Palu, Stephan Deininger (ab Film 12) | Jochen Senf, Gregor Weber (ab 2001) | Gregor Weber | Saarbrücken                                           | 18    | SR                              | Die Figur Deininger gehörte danach auch zum Team von Franz Kappl. |
| 1993–2002 | Philipp von Burg, Markus Gertsch | László I. Kish, Ernst C. Sigrist | László Kish | Bern                                                  | 9     | SF DRS                          | |
| 1985–2001 | Edgar Brinkmann | Karl-Heinz von Hassel | | Frankfurt am Main                                     | 28    | HR                              | |
| 1984–2001 | Paul Stoever, Peter Brockmöller (ab Film 4) | Manfred Krug, Charles Brauer (ab 1986) | Manfred Krug · Charles Brauer | Hamburg                                               | 41    | NDR                             | |
| 1996–1998 | Ernst Roiter, Michael Zorowski | Winfried Glatzeder, Robinson Reichel | Winfried Glatzeder · Robinson Reichel | Berlin                                                | 12    | SFB                             | |
| 1997      | Paul Kant, Jakob Varanasi | Wolfgang Hübsch, Johann Nikolussi | | Wien                                                  | 2     | ORF                             | |
| 1997      | Lea Sommer | Hannelore Elsner | Hannelore Elsner | Hamburg                                               | 2     | NDR                             | Die Figur Lea Sommer ging aus der Fernsehserie Die Kommissarin hervor. |
| 1992–1997 | Bernd Flemming, Miriam Koch, Max Ballauf (bis Film 8) | Martin Lüttge, Roswitha Schreiner, Klaus J. Behrendt (bis 1994) | Klaus J. Behrendt | Düsseldorf                                            | 15    | WDR                             | Die Figur Ballauf gehörte danach zum Kölner Ermittlerteam. |
| 1996      | Max Becker | Klaus Wildbolz | | Wien                                                  | 1     | ORF                             | |
| 1989–1996 | Michael Fichtl | Michael Janisch | | Wien                                                  | 8     | ORF                             | Zuzüglich ein Fall exklusiv von ORF. Die Figur Michael Fichtl wirkte überdies in den Filmen mit den Kommissaren Hirth, Pfeifer, Kant und Varanasi mit.                                     |
| 1995      | Leo Felber | Heinz Schubert | | Frankfurt am Main                                     | 1     | HR                              | |
| 1991–1995 | Franz Markowitz | Günter Lamprecht | Günter Lamprecht | Berlin                                                | 8     | SFB                             | |
| 1991–1992 | Reto Carlucci | Andrea Zogg | | Bern                                                  | 2     | SF DRS                          | Die Figur Reto Carlucci gehörte zuvor schon zum Team von Walter Howald. |
| 1981–1991 | Horst Schimanski, Christian Thanner | Götz George, Eberhard Feik | Götz George · Eberhard Feik | Duisburg                                              | 29    | WDR                             | Ab 1997 war die Figur Schimanski Protagonist der eigenständigen Filmreihe Schimanski. |
| 1990      | Walter Howald | Mathias Gnädinger | | Bern                                                  | 1     | SF DRS                          | |
| 1988–1989 | Otto Brandenburg | Horst Bollmann | Horst Bollmann | München                                               | 2     | BR                              | |
| 1985–1989 | Hans Georg Bülow | Heinz Drache | Heinz Drache | Berlin                                                | 6     | SFB                             | |
| 1987–1988 | Georg-Thomas Schreitle | Horst Michael Neutze | | Stuttgart                                             | 3     | SDR                             | |
| 1986–1988 | Pfeifer, Harald Passini (1 Film) | Bruno Dallansky, Christoph Waltz (1987) | Christoph Waltz | Wien                                                  | 3     | ORF                             | zuzüglich fünf Fälle exklusiv vom ORF |
| 1981–1988 | Hanne Wiegand | Karin Anselm | | Baden-Baden                                           | 8     | SWF                             | |
| 1987      | Karl Scherrer | Hans Brenner | | München                                               | 1     | BR                              | |
| 1981–1987 | Ludwig Lenz | Helmut Fischer | Helmut Fischer | München                                               | 7     | BR                              | Die Figur Lenz trat vorher schon in den Filmen mit Kommissar Veigl in Erscheinung. |
| 1971–1983 | Viktor Marek | Fritz Eckhardt | Fritz Eckhardt | Wien                                                  | 13    | ORF                             | Die Figur Marek ging aus der Fernsehserie Oberinspektor Marek hervor. |
| 1986      | Sigi Riedmüller | Günther Maria Halmer | Günther Maria Halmer | München                                               | 1     | BR                              | |
| 1986      | Alexander Lutinsky | Miguel Herz-Kestranek | Miguel Herz-Kestranek | Wien                                                  | 0     | ORF                             | ein Fall exklusiv von ORF |
| 1984–1986 | Hirth | Kurt Jaggberg | | Wien                                                  | 3     | ORF                             | zuzüglich sechs Fälle exklusiv vom ORF |
| 1971–1986 | Eugen Lutz | Werner Schumacher | | Baden-Württemberg                                     | 16    | SDR                             | |
| 1985      | Reinhold Dietze | Klaus Löwitsch | Klaus Löwitsch | Frankfurt am Main                                     | 1     | HR                              | |
| 1981–1985 | Friedrich Walther | Volker Brandt | Volker Brandt | Berlin                                                | 6     | SFB                             | |
| 1979–1985 | Delius | Horst Bollmann | Horst Bollmann | Bonn                                                  | 3     | NDR                             | |
| 1984      | Rullmann | Hans-Werner Bussinger | | Heppenheim                                            | 1     | HR                              | |
| 1970–1984 | Horst Schäfermann, Peter Liersdahl (bis Film 2) | Manfred Heidmann, Dieter Eppler (bis 1973) | | Saarbrücken                                           | 6     | SR                              | |
| 1983      | Ronke | Ulrich von Bock | | Hamburg                                               | 1     | NDR                             | |
| 1978–1983 | Bergmann | Heinz Treuke (1978), Lutz Moik (ab 1981) | | Frankfurt am Main                                     | 3     | HR                              | |
| 1982      | Werner Rolfs | Klaus Löwitsch | Klaus Löwitsch | Frankfurt am Main                                     | 1     | HR                              | |
| 1982      | Nikolaus Schnoor | Uwe Dallmeier | | Bremerhaven                                           | 1     | NDR                             | |
| 1980–1982 | Jochen Piper | Bernd Seebacher | | Bremen                                                | 2     | NDR                             | |
| 1970–1982 | Paul Trimmel | Walter Richter | Walter Richter | Hamburg                                               | 11    | NDR                             | |
| 1981      | Horst Greve | Erik Schumann | Erik Schuman | Lübeck                                                | 1     | NDR                             | |
| 1981      | Beck | Hans Häckermann | | Lübeck                                                | 1     | NDR                             | |
| 1972–1981 | Melchior Veigl | Gustl Bayrhammer | Gustl Bayrhammer | München                                               | 15    | BR                              | |
| 1980      | Sander | Volkert Kraeft | | Frankfurt am Main                                     | 1     | HR                              | |
| 1980      | Paul Enders | Jörg Hube | Jörg Hube | Essen, Frankfurt                                      | 1     | WDR                             | |
| 1980      | Willi Kreutzer | Willy Semmelrogge | | Essen                                                 | 1     | WDR                             | Die Figur Willi Kreutzer gehörte davor schon zum Team von Kommissar Haferkamp. |
| 1978–1980 | Marianne Buchmüller | Nicole Heesters | Nicole Heesters | Mainz                                                 | 3     | SWF                             | |
| 1974–1980 | Heinz Haferkamp | Hansjörg Felmy | Hansjörg Felmy | Essen                                                 | 20    | WDR                             | |
| 1979      | Nagel | Diether Krebs | | Braunschweig                                          | 1     | NDR                             | |
| 1978–1979 | Matthias Behnke | Hans-Peter Korff | Hans-Peter Korff | Berlin                                                | 2     | SFB                             | |
| 1971–1979 | Konrad | Klaus Höhne | | Frankfurt am Main                                     | 8     | HR                              | |
| 1971–1978 | Finke | Klaus Schwarzkopf | | Kiel                                                  | 7     | NDR                             | |
| 1975–1977 | Martin Schmidt | Martin Hirthe | | Berlin                                                | 3     | SFB                             | |
| 1974–1977 | Heinz Brammer | Knut Hinz | | Hannover                                              | 4     | NDR                             | |
| 1973–1977 | Franz Gerber | Heinz Schimmelpfennig | | Baden-Baden                                           | 5     | SWF                             | |
| 1973      | Walter Böck | Hans Häckermann | | Bremen                                                | 1     | Radio Bremen                    | |
| 1971–1973 | Kressin | Sieghardt Rupp | | Köln                                                  | 7     | WDR                             | |
| 1972      | Horst Pflüger | Ernst Jacobi | Ernst Jacobi | Baden-Baden                                           | 1     | SWF                             | |
| 1971–1972 | Erwin Kasulke | Paul Esser | | Berlin                                                | 2     | SFB                             | |